# Liste der Banken in der Republika Srpska
Dies ist eine Liste der Banken in der Republika Srpska.
Die Rangfolge richtet sich nach der jährlich von der Agentur für Bankwesen der Republika Srpska veröffentlichten Bericht über den Status des Bankenwesen in der Republika Srpska. Aufgeführt sind auch der Sitz, Bilanzsumme in Millionen Euro, die Anzahl der Mitarbeiter, die Anzahl der Geschäftsstellen, die Anzahl der Bankautomaten, der Eigentümer und der Link zur Webseite.
Von den insgesamt acht Banken, handelt es sich bei drei Banken um lokal eigenständige Banken die ihren Ursprung auch selbst in der Republika Srpska besitzen. Bei den fünf anderen Banken, handelt es sich um Tochtergesellschaften von Banken aus anderen Ländern. Alle Banken firmieren als Aktiengesellschaft nach dem Recht der Republika Srpska.
| Rang | Name                        | Hauptsitz  | Bilanzsumme (Mio. €) | Beschäftigte | Geschäfts- stellen | Bank- automaten | Eigentümer                   |
| ---- | --------------------------- | ---------- | -------------------- | ------------ | ------------------ | --------------- | ---------------------------- |
| 1.   | Nova banka                  | Banja Luka | 927                  | 686          | 64                 | 98              | Lokal eigenständige Bank     |
| 2.   | UniCredit Bank              | Banja Luka | 695                  | 432          | 37                 | 61              | Unicredit                    |
| 3.   | NLB Banka                   | Banja Luka | 678                  | 484          | 60                 | 74              | Nova Ljubljanska banka       |
| 4.   | Addiko bank                 | Banja Luka | 429                  | 422          | 36                 | 49              | Addiko                       |
| 5.   | Sberbank                    | Banja Luka | 399                  | 390          | 27                 | 37              | Sberbank                     |
| 6.   | Komercijalna banka          | Banja Luka | 178                  | 160          | 19                 | 23              | Komercijalna banka (Serbien) |
| 7.   | MF banka                    | Banja Luka | 156                  | 193          | 20                 | 14              | Lokal eigenständige Bank     |
| 8.   | Pavlović International Bank | Bijeljina  | 89                   | 201          | 33                 | 11              | Lokal eigenständige Bank     |